# Don Kojote i Sancho Panda
Don Kojote i Sancho Panda (ang. The Adventures of Don Coyote and Sancho Panda, wł. Don Coyote e Sancho Panda, 1990–1991) – amerykańsko-włoski serial animowany wyprodukowany przez Hanna-Barbera Productions i Rai Televizione Italiana. 

## Wersja polska
W Polsce emitowany był na kanale TVP2 w bloku dla dzieci w wieku przedszkolnym i wczesnoszkolnym Godzina z Hanna-Barbera z angielskim dubbingiem i polskim lektorem Januszem Szydłowskim.

## Opis fabuły
Serial opowiada o przygodach Don Kojota i jego pomocnika Sancho Pandy, którzy walczą o honor, sprawiedliwość i piękność.

## Obsada (głosy)
- Frank Welker –
  - Don Kojote,
  - Dappy
- Don Messick – Sancho Panda
- Brad Garrett – Rocinate
- Héctor Elizondo – Narrator

## Spis odcinków
| N/o            | Polski tytuł           | Angielski tytuł                    |
| -------------- | ---------------------- | ---------------------------------- |
|                |                        |                                    |
| SERIA PIERWSZA |                        |                                    |
|                |                        |                                    |
| 01             |                        | Pity the Poor Pirate               |
|                |                        |                                    |
| 02             |                        | Not a Ghost of a Chance            |
|                |                        |                                    |
| 03             |                        | The Horse Who Would Be King        |
|                |                        |                                    |
| 04             |                        | Veni Vidi Viking                   |
|                |                        |                                    |
| 05             |                        | Don Coyote Meets Robin Hood        |
|                |                        |                                    |
| 06             |                        | Rosinante by a Nose                |
|                |                        |                                    |
| 07             |                        | The Reluctant Brides               |
|                |                        |                                    |
| 08             | Musisz stanąć do walki | Surely You Joust                   |
|                |                        |                                    |
| 09             |                        | Double Don                         |
|                |                        |                                    |
| 10             |                        | Don Coyote and the Flying Gargoyle |
|                |                        |                                    |
| 11             |                        | Don Coyote and the Masked Avenger  |
|                |                        |                                    |
| 12             |                        | Shrink, Shrank, Shrunk             |
|                |                        |                                    |
| 13             |                        | Who's Got the Genie?               |
|                |                        |                                    |
| SERIA DRUGA    |                        |                                    |
|                |                        |                                    |
| 14             |                        | Sancho's Island                    |
|                |                        |                                    |
| 15             |                        | Vincente the Inventor              |
|                |                        |                                    |
| 16             |                        | Sir Sancho the Nearly Knight       |
|                |                        |                                    |
| 17             |                        | Don't Monkey with the Baby         |
|                |                        |                                    |
| 18             |                        | Don Coyote & the Contessa          |
|                |                        |                                    |
| 19             |                        | Don Coyote & the Deep Sea          |
|                |                        |                                    |
| 20             |                        | A Knight in Arabia                 |
|                |                        |                                    |
| 21             |                        | Goodbye Rosinante                  |
|                |                        |                                    |
| 22             |                        | Don Coyote's Fire-Breathing Friend |
|                |                        |                                    |
| 23             |                        | The Haunted Inheritance            |
|                |                        |                                    |
| 24             |                        | Don Coyote & the Feudin' Families  |
|                |                        |                                    |
| 25             |                        | Don Coyote & the Christmas Bell    |
|                |                        |                                    |
| 26             |                        | Don Coyote & the Secret Weapon     |
|                |                        |                                    |